# 尹均
尹均（约1715年—1787年10月11日），字佐平，一字松皋，自號松皋居士，籍貫雲南蒙自，清代乾隆年間政治人物，乾隆十九年甲戌科同進士出身。前翰林院庶吉士，官至內閣典籍。誥封榮祿大夫內閣學士兼禮部侍郞加二級。

## 生平
尹均出身蒙自尹氏，為尹宗梁三子，後者曾任桂林府同知。
乾隆十八年（1753年）秋参加乡试，获乡荐。十九年（1754年）中进士，选翰林院庶吉士。三年后以散馆又入进士班，候补内阁中书，未及补而丁內艱。三十年（1765年）服阙后入京候补。後轉內閣典籍，以主事用。時尹均長子，內閣學士尹壯圖任刑部安徽司主事，父子常同乘一車入朝辦公。四十二年（1777年），尹均以年衰致仕，就養於京邸。乾隆五十年（1785年），获皇帝邀请赴乾清宫参加千叟宴，赐裘杖、如意、数珠、貂皮等。辭官後，獲封朝議大夫江南道御史加二級，再封能議大夫太僕寺卿加二級，三封榮祿大夫內閣學士加二級。
乾隆五十二年九月初一（1787年10月11日），尹均卒於京宅，年七十三（虛歲）。歸葬蒙自，墓在縣城西北白雲山（今屬箇舊市）。

## 軼事
- 尹均好飲豆湯，每月必食數次，一併召家人共啖，告誡子孫「此吾鄉味，若即富貴，慎勿忘也」。[2][4]

## 家庭
尹均夫人伍氏，出自阿迷伍氏，为康熙朝户部员外郎伍士琪之孙女。尹均儿孙满堂，有五子二女，孙男十四人，孙女九人，其中乾隆朝内阁学士尹壯圖为其长子。

### 引用
1. 1 2  佚名 纂修，卷七
2. 1 2 3 4 5 6 7  錢大昕，卷四十三 尹公墓誌銘
3. ↑  袁文揆 輯，卷二十四 序八
4. 1 2 3 4  龍雲 & 周鍾岳 1949，卷一百九十六 列傳八
5. ↑  李焜 纂修，卷二
6. 1 2  尹壯圖 撰 & 尹佩珩 續撰 1825
7. ↑  陳康祺 1886，三筆卷十一
8. ↑  阮元、伊里布等 修 & 王崧、李诚等 纂 1835，卷二百一十四 雜志二

### 書目
- 袁文揆 輯. .
- 龍雲; 周鍾岳. . 民國三十八年鉛印本. 1949.
- 李焜 纂修. . 乾隆五十六年鈔本.
- 佚名 纂修. . 清宣統年間本. 1909-1911.
- 陳康祺. . 1886.
- 錢大昕. . 景上海涵芬樓藏嘉慶丙寅刊本.
- 阮元、伊里布等 修; 王崧、李诚等 纂. . 1835.
- 尹壯圖 撰; 尹佩珩 續撰. . 道光五年刻本. 1825.

## 延伸阅读
- 錢大昕.〈尹公均墓誌銘〉.《濳研堂文集》.